# Leef nu het kan
Leef nu het kan is een single van de Nederlandse zanger Jan Smit uit 2010. Het stond in hetzelfde jaar als derde track op het album Leef.

## Achtergrond
Leef nu het kan is geschreven door Jan Smit en geproduceerd door Tol & Tol. Het is een nederpopnummer waarin de liedverteller zingt over het plukken van de dag. Het up-tempo lied was de voorlopen van het album, welke de zanger omschreef als zijn "ultieme feestalbum". De B-kant van de single is Ergens in april, welke als negende track op het album te vinden is.
De videoclip van het nummer was opgenomen in het Disneyland Park van Disneyland Paris. Van de muziekvideo werd een speciale 3D-versie uitgebracht, waarmee het de eerste 3D-muziekvideo in Nederland was. Om de clip te kunnen bekijken, moest men een speciale bril hebben. Deze werd aangeleverd door Buma/Stemra en kon worden gewonnen bij de radio Sterren.nl. 

## Hitnoteringen
De zanger had groot succes met het lied in Nederland. Het kwam binnen op de eerste plaats van de Single Top 100, bleef hier vier weken op staan en stond in totaal zestien weken in deze lijst. Het was hiermee de negende opeenvolgende nummer-1 hit van de zanger in deze hitlijst. In de Top 40 piekte het op de vijfde plaats. Het was elf weken in deze lijst te vinden.